# Calosso
Calosso ist eine Gemeinde in der italienischen Provinz Asti (AT), Region Piemont. 

## Lage und Einwohner
Calosso liegt 22 km südlich von der Provinzhauptstadt Asti entfernt. Das Gemeindegebiet umfasst eine Fläche von 15 km² und hat 1117 (Stand 31. Dezember 2023) Einwohner. 
Die Nachbargemeinden sind Agliano Terme, Canelli, Castiglione Tinella, Costigliole d’Asti, Moasca und Santo Stefano Belbo.

## Kulinarische Spezialitäten
In Calosso wird Weinbau betrieben. Die Beeren der Rebsorten Spätburgunder und/oder Chardonnay dürfen zum Schaumwein Alta Langa verarbeitet werden. Die Muskateller-Rebe für den Asti Spumante, einen süßen DOCG-Schaumwein mit geringem Alkoholgehalt sowie für den Stillwein Moscato d’Asti wird hier ebenfalls angebaut. In Calliano werden auch Reben der Sorte Barbera für den Barbera d’Asti, einen Rotwein mit DOCG Status angebaut.